# Westweg
Der Westweg ist neben dem Mittelweg und dem Ostweg die älteste der drei Nord-Süd-Fernwanderstrecken durch den Schwarzwald. Er führt von Pforzheim nach Basel. Der zirka 285 Kilometer lange Höhenwanderweg wurde im Jahre 1900 als erster Fernwanderweg in Deutschland angelegt und wird seither vom Schwarzwaldverein gepflegt und betreut. Sein Wegzeichen ist eine rote Raute auf weißem Grund.
Der Westweg ist Teil des Europäischen Fernwanderwegs E1 (Nordkap – Sizilien).

## Streckenbeschreibung

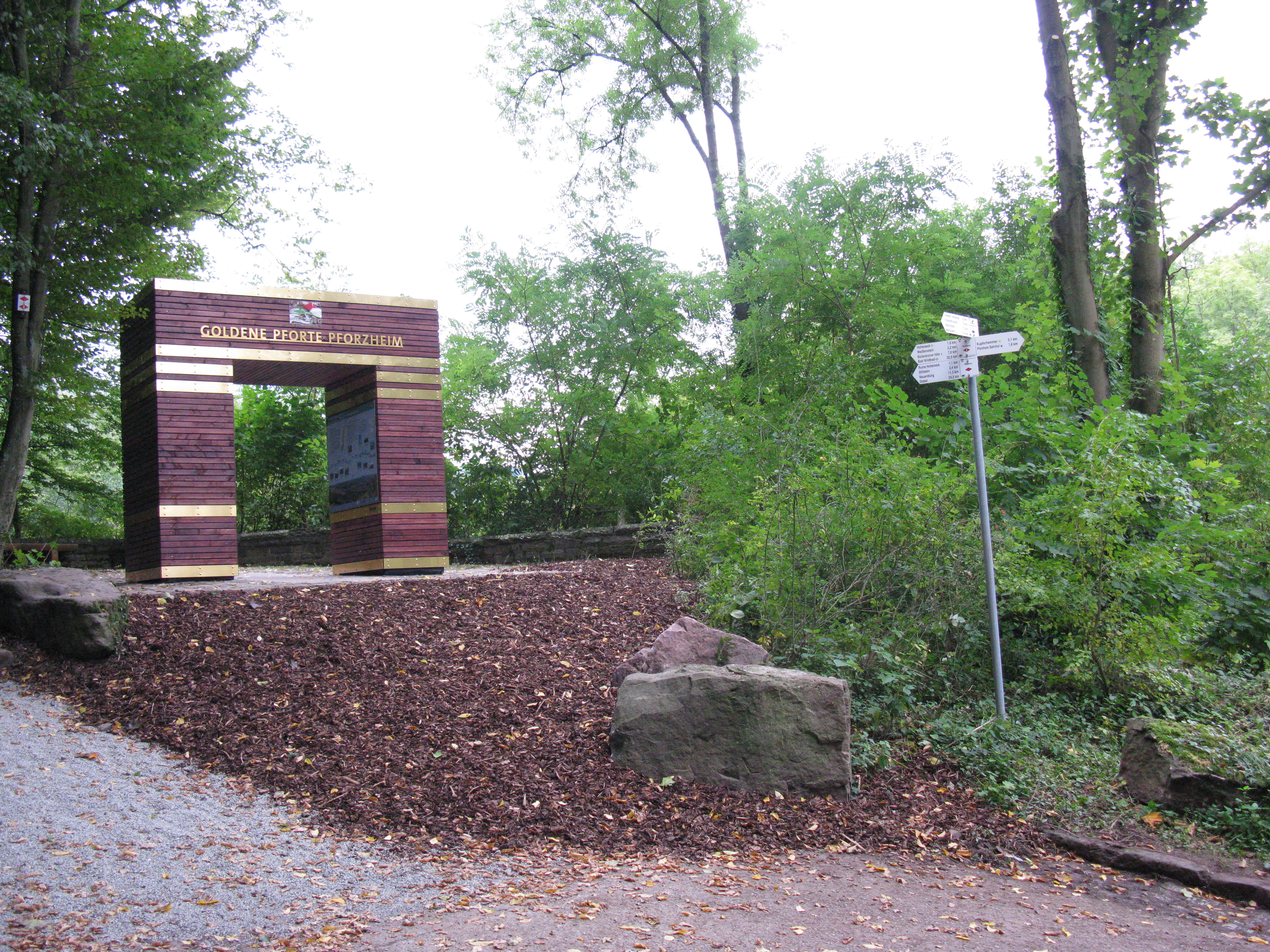
Die Goldene Pforte Pforzheim – Eingang zum Westweg

Der Westweg beginnt in Pforzheim. Er führt zunächst durch das Enztal nach Dobel und danach durch weite Wälder mit Mooren zum Hohloh. Nach dem Abstieg ins Murgtal steigt der Weg wieder an bis zum höchsten Punkt des Nordschwarzwalds, der Hornisgrinde. Die weitere Strecke verläuft entlang der Schwarzwaldhochstraße bis zur Alexanderschanze und danach durch Wälder ins Kinzigtal nach Hausach. Nach steilem Anstieg berührt der Westweg von der Martinskapelle (Bregquelle) bis zur Kalten Herberge die Europäische Wasserscheide zwischen Rhein und Donau. In Titisee gabelt sich der Westweg in eine westliche und eine östliche Strecke. Die westliche Route (Variante A) verläuft über den Feldberggipfel, den Belchen und den Blauen nach Kandern und danach durch die Wolfsschlucht und das Tal der Wiese nach Basel. Die östliche Strecke (Variante B) zweigt südwärts zum zweithöchsten Schwarzwaldberg, dem Herzogenhorn, ab, geht über die Höhen zwischen Wehra- und Wiesental, führt nach der Hohen Möhr zum Dinkelberg, um bei Rheinfelden hinunter in das Rheintal und nach Basel zu gelangen.

## Geschichte
Der Westweg wurde im Jahre 1900 als Höhenweg von Pforzheim bis Basel vom Badischen Schwarzwaldverein durch Philipp Bussemer aus Baden-Baden und Julius Kaufmann aus Lahr angelegt. Überlegungen, einen durchgehenden Höhenwanderweg von Nord nach Süd durch den Schwarzwald zu schaffen, gingen bereits auf das Jahr 1894 zurück.
Der Westweg, der 1903 durch den vom Württembergischen Schwarzwaldverein betreuten Ostweg von Pforzheim nach Schaffhausen und den Mittelweg von Pforzheim nach Waldshut ergänzt wurde, wurde zum Vorbild für zahlreiche weitere Fernwanderwege.
Am 15. Dezember 2006 erhielt der Westweg vom Deutschen Wanderverband das Gütesiegel Qualitätsweg Wanderbares Deutschland. Um dessen Kriterien zu entsprechen – unter anderem dürfen höchstens 20 Prozent der Strecke asphaltiert oder gepflastert sein – mussten im Vorfeld Teilstrecken des Westwegs verlegt oder naturnah zurückgebaut werden. Dabei wurde auch der Trennungspunkt zwischen der östlichen und der westlichen Variante von Bärental nach Titisee verlegt. Die alle drei Jahre notwendige Nachzertifizierung als Prädikatswanderweg erfolgte zuletzt im Januar 2022. (Stand: Juni 2023)
Der Westweg ist seit 2009 Gründungsmitglied des Marketing-Vereins Top Trails of Germany.

## Verlauf
| Nr.  | Etappenstart              | Etappenziel               | Strecke (km) | Gehzeit (h) |
| ---- | ------------------------- | ------------------------- | ------------ | ----------- |
| 1.   | Pforzheim                 | Dobel                     | 24,7         | 6,5         |
| 2.   | Dobel                     | Forbach                   | 26,0         | 7,0         |
| 3.   | Forbach                   | Unterstmatt               | 19,4         | 6,5         |
| 4.   | Unterstmatt               | Alexanderschanze          | 27,8         | 8,0         |
| 5.   | Alexanderschanze          | Auf der Hark              | 16,9         | 4,5         |
| 6.   | Auf der Hark              | Hausach                   | 16,5         | 4,0         |
| 7.   | Hausach                   | Wilhelmshöhe bei Schonach | 21,0         | 6,5         |
| 8.   | Wilhelmshöhe bei Schonach | Kalte Herberge            | 21,0         | 6,0         |
| 9.A  | Kalte Herberge            | Hinterzarten              | 26,5         | 6,5         |
| 10.A | Hinterzarten              | Wiedener Eck              | 24,5         | 6,0         |
| 11.A | Wiedener Eck              | Blauen (Hochblauen)       | 21,0         | 5,5         |
| 12.A | Blauen (Hochblauen)       | Wollbach                  | 16,5         | 4,0         |
| 13.A | Wollbach                  | Basel                     | 19,0         | 5,0         |
| 9.B  | Kalte Herberge            | Bärental                  | 26,5         | 7,0         |
| 10.B | Bärental                  | Hochkopfhaus              | 25,5         | 7,0         |
| 11.B | Hochkopfhaus              | Hasel                     | 18,5         | 5,0         |
| 12.B | Hasel                     | Degerfelden               | 23,0         | 5,5         |
| 13.B | Degerfelden               | Basel                     | 16,5         | 4,0         |

## Tagestouren/Etappen

### Gemeinsame Etappen der Varianten A und B

#### Erste Etappe: Pforzheim – Dobel

##### Hauptvariante

###### Übersicht
- Distanz: 24,7 km
- Gehzeit: ca. 6,5 Stunden
- Schwierigkeit: schwer

| Ort/Sehenswürdigkeit          | Strecke (km) | Höhe (m ü. NHN) | Weitere Informationen |
| ----------------------------- | ------------ | --------------- | --- |
| Pforzheim-Kupferhammer        | 0,0          | 260             | Ausgangspunkt der drei Schwarzwaldhöhenwege Westweg (Pforzheim – Basel), Mittelweg (Pforzheim – Waldshut) und Ostweg (Pforzheim – Schaffhausen) |
| Ruine Hoheneck                | 1,1          | 330             | |
| Dillweißenstein               | 1,2          | 265             | |
| Unterer Enzsteg               | 3,0          | 290             | Abzweigung der Höhenvariante |
| Grösselbachfurt               | 3,8          | 310             | |
| Schloss Neuenbürg             | 2,4          | 400             | |
| Marktplatz Neuenbürg          | 0,5          | 323             | |
| Buchberg, Abenteuerspielplatz | 0,5          | 460             | zu Neuenbürg Zusammenkunft des Westwegs mit der jetzt Höhenvariante genannten ehemaligen Strecke (bis 2006) der ersten Etappe                   |
| Schwanner Warte               | 3,6          | 490             | Schwann ist ein Teilort von Straubenhardt Segelflugplatz                                                                                        |
| Herzogswiesen                 | 1,0          | 520             | |
| Dreimarkstein                 | 4,0          | 675             | Schutzhütte und Grillplatz |
| Großer Volzemer Stein         | 1,2          | 700             | Felsenmeer |
| Dobel                         | 2,4          | 710             | |

###### Wegbeschreibung
Der Westweg beginnt ebenso wie die beiden anderen Schwarzwaldhöhenwege Mittelweg und Ostweg beim Gasthaus Kupferhammer in der Nähe des Zusammenflusses von Würm und Nagold. Vom Hauptbahnhof Pforzheim bis zum Anfang der Wege ist die Strecke bereits ausgeschildert. Sie führt an der Kirche St. Michael entlang in die Fußgängerzone, über die Guernika-Brücke und vorbei am Kongresszentrum CCP zum Reuchlinhaus, das das Schmuckmuseum Pforzheim beherbergt. Danach geht es an der Nagold entlang zum Kupferhammer, dem eigentlichen Ausgangspunkt der Wanderung.

Tornadostein

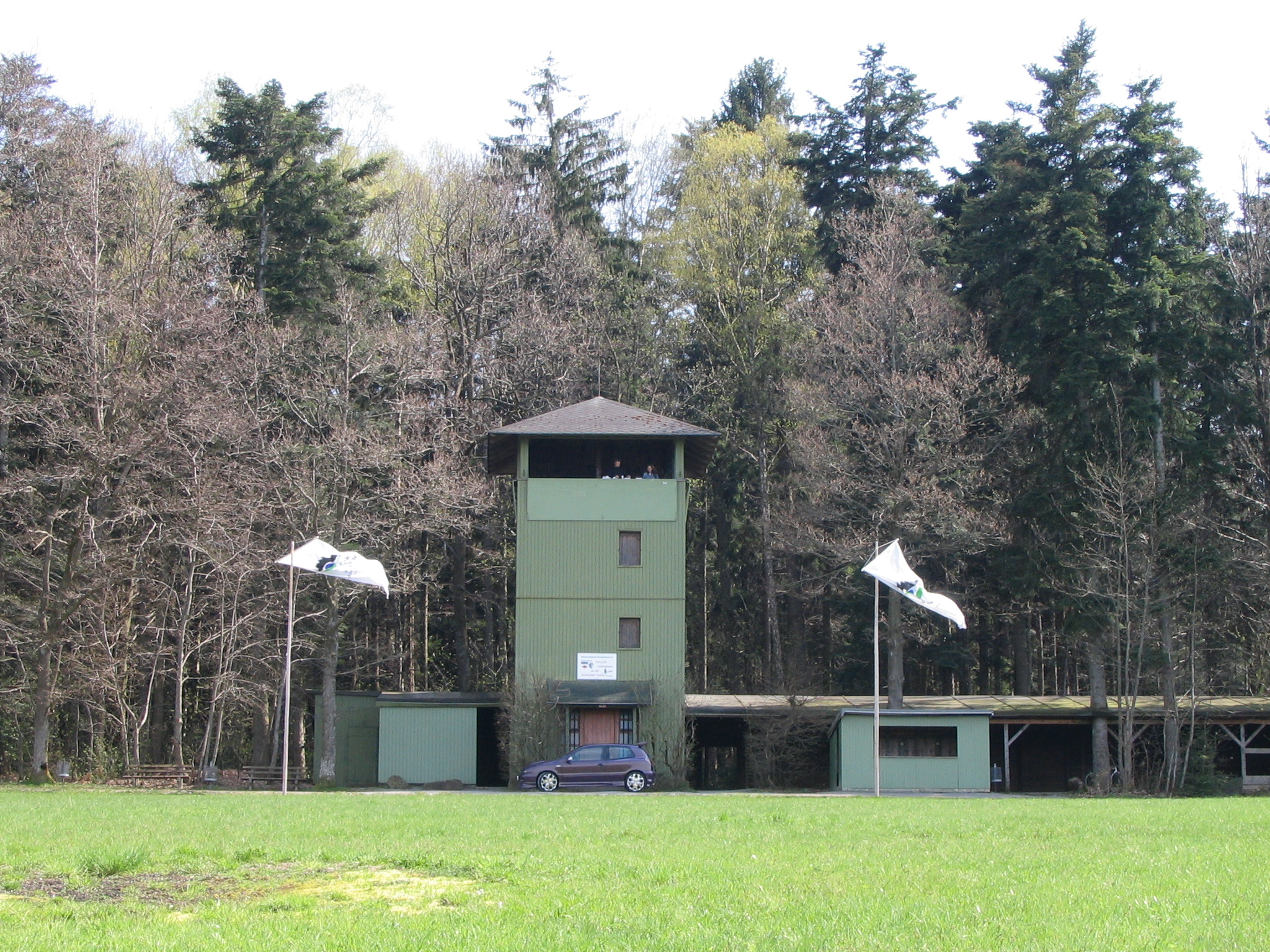
Schwanner Warte

Vom Kupferhammer verläuft der Weg zunächst bergauf zur Ruine Hoheneck und von dort wieder bergab nach Dillweißenstein. Dort wird die Nagold überquert, und es geht am Friedhof vorbei weiter über das zum Pforzheimer Ortsteil Büchenbronn gehörende Arboretum zum Tornadostein, der an den Tornado über Pforzheim am 10. Juli 1968 erinnert. Von dort aus geht es zunächst eben weiter und dann hinab ins Enztal. Am Unteren Enzsteg trennt sich der heutige Westweg von der Höhenvariante, auf der der Weg bis zum Jahr 2006 verlief. Der Weg geht von dort aus enzaufwärts bis zur Grösselbachfurt, wo der Grösselbach über Trittsteine überquert wird. Dort liegt auch die nach einem ehemaligen Vorstand des Schwarzwaldvereins Neuenbürg benannte Eberhard-Essich-Hütte. Weiter entlang der Enz führt der Weg nach Neuenbürg und dort über die Hintere Schlosssteige vorbei am Wanderheim hinauf zum Schloss Neuenbürg. Über die Vordere Schlosssteige geht die Wanderung hinab in die Ortsmitte von Neuenbürg und von dort über die Hafnersteige und durch ein Stück Wald hinauf zum Wohngebiet Buchberg, wo die Höhenvariante wieder mit der Hauptvariante des Wegs zusammenkommt. Durch den Wald geht es weiter zum Ortsteil Schwann der Gemeinde Straubenhardt. Schwann wird nur am Ortsrand beim Schützenhaus berührt. Der Weg führt weiter zur Schwanner Warte, einem Aussichtspunkt mit Blick nach Norden in die Rheinebene. An der Schwanner Warte wird die Landesstraße 339 überquert. Von dort geht es weiter durch den Wald vorbei an den Herzogswiesen zum Dreimarkstein. Der Dreimarkstein hat seinen Namen, weil dort die Markungen der ehemaligen Gemeinden Dennach, das heute zum Neuenbürg gehört, und Conweiler, das heute zu Straubenhardt gehört, mit der Markung der Gemeinde Dobel zusammenkommen. Beim Dreimarkstein befindet sich eine Schutzhütte und ein Grillplatz. Der Weg überquert die Landesstraße 340 und führt über den Hüttwaldweg weiter zum Großen Volzemer Stein. Das Etappenziel Dobel wird, nachdem der Weg den Wald verlassen hat und zunächst über Wiesen führt, über die Neuenbürger Straße erreicht.

##### Höhenvariante
Im Jahre 2006 wurde die erste Etappe des Westwegs verlegt. Die ehemalige Etappe ist als Höhenvariante weiter ausgeschildert.
| Ort/Sehenswürdigkeit          | Strecke (km) | Höhe (m ü. NHN) | Weitere Informationen |
| ----------------------------- | ------------ | --------------- | --- |
| Pforzheim-Kupferhammer        | 0,0          | 260             | Ausgangspunkt der drei Schwarzwaldhöhenwege Westweg (Pforzheim – Basel), Mittelweg (Pforzheim – Waldshut) und Ostweg (Pforzheim – Schaffhausen) |
| Ruine Hoheneck                | 1,1          | 330             | |
| Dillweißenstein               | 1,2          | 265             | |
| Unterer Enzsteg               | 3,0          | 290             | Abzweigung der Höhenvariante |
| Birkenfeld                    | 2,0          | 358             | |
| Wilhelmshöhe                  | 6,5          | 429             | zu Neuenbürg |
| Buchberg, Abenteuerspielplatz | 0,5          | 460             | zu Neuenbürg Zusammenkunft der Höhenvariante der ersten Etappe mit dem Westweg                                                                  |

#### Zweite Etappe: Dobel – Forbach

##### Übersicht
- Distanz: 26 km
- Gehzeit: ca. 7 Stunden
- Schwierigkeit: schwer

| Ort/Sehenswürdigkeit  | Strecke (km) | Höhe (m ü. NHN) | Weitere Informationen                          |
| --------------------- | ------------ | --------------- | ---------------------------------------------- |
| Dobel                 | 0,0          | 710             |                                                |
| Wasserturm Dobel      | 0,5          | 720             |                                                |
| Weithäusle            | 4,6          | 825             | Schutzhütte                                    |
| Schweizerkopfhütte    | 1,5          | 850             | Aussichtspavillon                              |
| Hahnenfalzhütte       | 3,3          | 890             | Hütte der Skizunft Bad Herrenalb               |
| Langmartskopfhütte    | 1,0          | 915             |                                                |
| Kreuzlehütte          | 2,5          | 892             |                                                |
| Kaltenbronn           | 2,3          | 880             |                                                |
| Hohlohsee             | 1,2          | 990             | Hochmoor                                       |
| Hohlohturm            | 0,7          | 984             | Aussichtsturm Kaiser-Wilhelm-Turm, Schutzhütte |
| Prinzenhütte          | 1,5          | 976             | Schutzhütte                                    |
| Latschigfelsen        | 2,3          | 750             |                                                |
| Hexenbrunnen Gausbach | 2,5          | 400             | Gausbach ist ein Teilort von Forbach           |
| Forbach               | 2,1          | 300             |                                                |

##### Wegbeschreibung

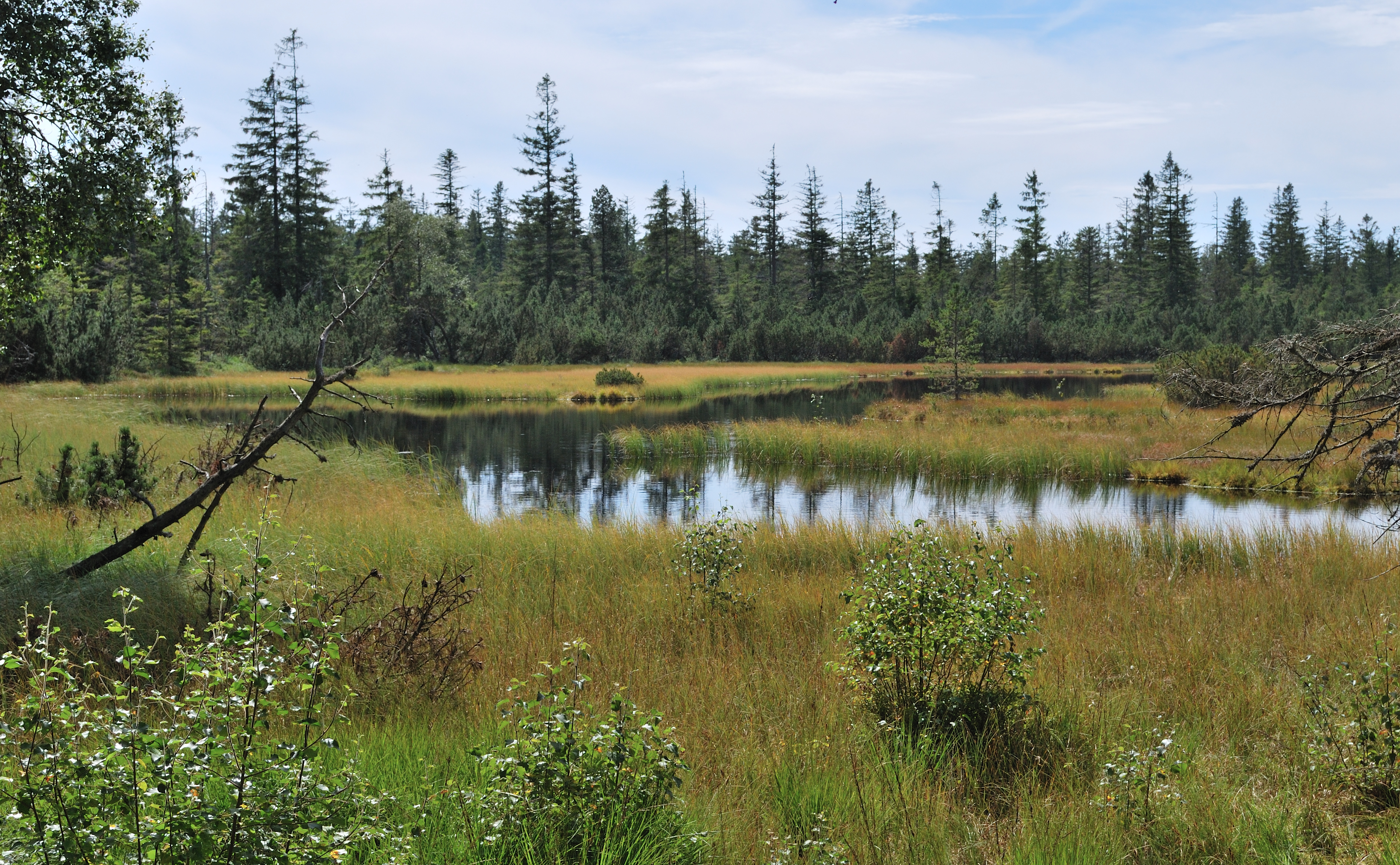
Hohlohsee

Von der Ortsmitte in Dobel führt der Weg durch das Portal Sonnentor beim Kurhaus zum 1937 erbauten Wasserturm an der Höhenstraße. Nachdem die Höhenstraße beim Bauhof überquert wird, geht der Weg in den Wald und über den Hahnenfalzweg, den Otto-Ochner-Weg und den Althäuslesweg zum Weithäusle. Am Weithäuslesplatz kommen verschiedene Wanderwege zusammen. Dort befindet sich auch eine Schutzhütte, an der der hier wiederum als Hahnenfalzweg bezeichnete Westweg rechts vorbeiführt. Vorbei an der Schweizerkopfhütte führt der Weg zur Hahnenfalzhütte, die hauptsächlich an Wochenenden und Feiertagen von der Skizunft Bad Herrenalb bewirtschaftet wird. An der Hahnenfalzhütte geht der Weg zunächst schräg links steil bergauf bis zur Langmartskopfhütte und weiter zur Kreuzlehütte. Dort geht es rechts zunächst auf einem leicht ansteigenden Forstweg und dann über einen Wanderpfad bis zum Wildgehege beim Kaltenbronn. Dort überquert man die Landstraße, bevor der Weg steil hinauf zum Hohlohsee führt. Am Hohlohsee geht es über einen Bohlenweg und dann weiter zum Hohlohturm. Von dort führt der Weg weiter über die Prinzenhütte hinab zu den Latschigfelsen mit Ausblick ins Murgtal. Über Serpentinen geht es dann zum Hexenbrunnen und weiter über Gausbach bis zum Etappenziel Forbach.

#### Dritte Etappe: Forbach – Unterstmatt

##### Übersicht
- Distanz: 19,4 km
- Gehzeit: ca. 6,5 Stunden
- Schwierigkeit: mittel

| Ort/Sehenswürdigkeit   | Strecke (km) | Höhe (m ü. NHN) | Weitere Informationen                                     |
| ---------------------- | ------------ | --------------- | --------------------------------------------------------- |
| Forbach                | 0,0          | 0.300           |                                                           |
| Maria-Hilf-Kapelle     | 1,2          | 0.380           |                                                           |
| Auf Wegscheiden        | 3,0          | 0.750           |                                                           |
| Schwarzenbachtalsperre | 1,3          | 0.675           |                                                           |
| Herrenwieser See       | 2,3          | 0.835           |                                                           |
| Bussemer-Denkstein     | 1,2          | 1.001           | Der Bussemer-Denkstein ist benannt nach Philipp Bussemer. |
| Badener Höhe           | 1,2          | 1.002           | Aussichtsturm Großherzog-Friedrich-Turm                   |
| Herrenwieser Sattel    | 1,8          | 0.879           |                                                           |
| Sand                   | 2,5          | 0.828           | Teilort von Bühl Schwarzwaldhochstraße (B 500)            |
| Hundseck               | 1,1          | 0.856           |                                                           |
| Hochkopf               | 2,9          | 1.039           |                                                           |
| Unterstmatt            | 0,9          | 0.930           |                                                           |

##### Wegbeschreibung

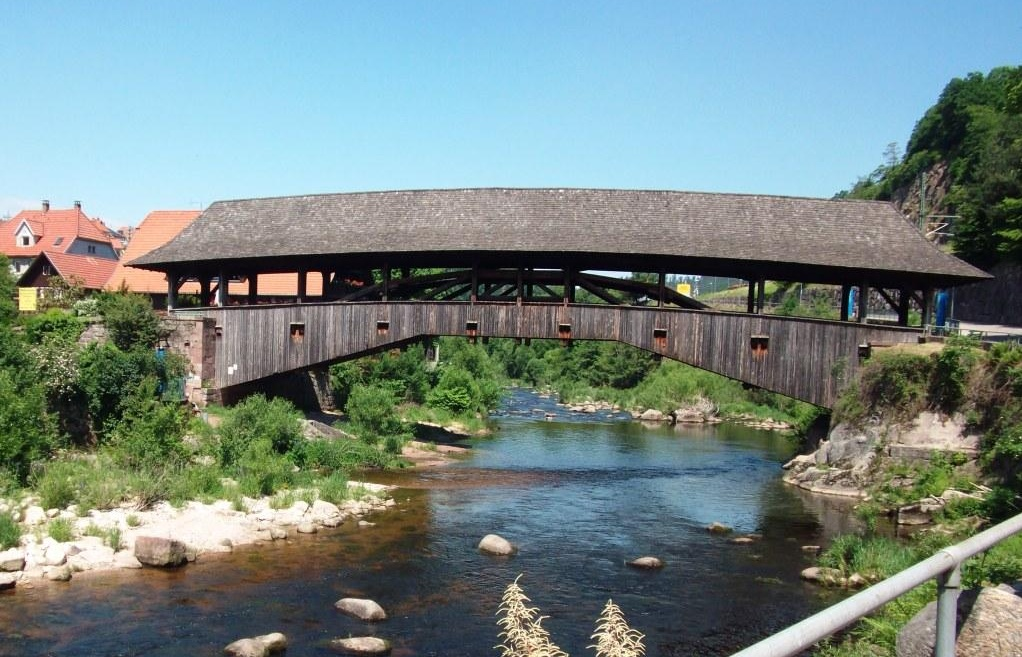
Forbach – Holzbrücke

In Forbach überquert der Weg die Murg auf der historischen Holzbrücke und führt weiter vorbei am Mosesbrunnen, bevor er steil zur Maria-Hilf-Kapelle und weiter zur Hütte Auf Wegscheiden hinaufgeht. Danach wandert man vorbei am Johannesbrunnen hinunter zum nördlichen Ufer der Schwarzenbachtalsperre. Der Weg geht entlang des Seebachs, einem der Zuflüsse des Stausees bis hinauf zum Herrenwieser See. Die Karwand des Gletscherkarsees ist mit 170 Metern die höchste im Nordschwarzwald. An ihr entlang führt der Weg teilweise im Zick-Zack bergauf. An einer mit Zweiseenblick bezeichneten Stelle kann man die Schwarzenbachtalsperre und den Herrenwieser See sehen. Der Westweg erreicht bald darauf zum ersten Mal eine Höhe von 1000 Metern. Der Bussemer-Denkstein erinnert an einen der beiden Gründer des Westwegs, den Baden-Badener Philipp Bussemer. Sein Denkmal ist von einem Rhododendron umgeben. Geradeaus geht es weiter zur Badener Höhe mit dem 1891 erbauten und nach Großherzog Friedrich II. von Baden benannten Friedrichturm. Leicht bergab erreicht man das Wanderheim Naturfreundehaus Badener Höhe und dann die Passhöhe Sand an der hier Schwarzwaldhochstraße genannten Bundesstraße 500. An einem Wanderweg parallel zur Bundesstraße entlang führt die Wanderung zum Hundseck und dann hinauf zum unbewaldeten Grindengipfel des Hochkopfs. Von dort geht es über einen teilweise mit großen Granitplatten ausgelegten Weg bis hinunter zur Passhöhe Unterstmatt.

#### Vierte Etappe: Unterstmatt – Alexanderschanze

##### Übersicht
- Distanz: 27,8 km
- Gehzeit: ca. 8 Stunden
- Schwierigkeit: schwer

| Ort/Sehenswürdigkeit | Strecke (km) | Höhe (m ü. NHN) | Weitere Informationen                   |
| -------------------- | ------------ | --------------- | --------------------------------------- |
| Unterstmatt          | 0,0          | 0.930           |                                         |
| Ochsenstall          | 2,0          | 1.036           | Ski- und Wanderheim (bewirtschaftet)    |
| Hornisgrinde         | 1,3          | 1.164           |                                         |
| Mummelsee            | 1,8          | 1.035           |                                         |
| Seibelseckle         | 1,5          | 0.956           |                                         |
| Darmstädter Hütte    | 3,5          | 1.020           |                                         |
| Seekopf              | 1,3          | 1.040           | Wildseeblick und Grab von Julius Euting |
| Ruhestein            | 2,1          | 0.915           | Schwarzwaldhochstraße (B 500)           |
| Schliffkopf          | 3,8          | 1.055           | Kreuzung mit dem Lotharpfad             |
| Zuflucht             | 7,1          | 0.950           |                                         |
| Alexanderschanze     | 3,4          | 0.965           | Kreuzung mit B 28                       |

##### Wegbeschreibung

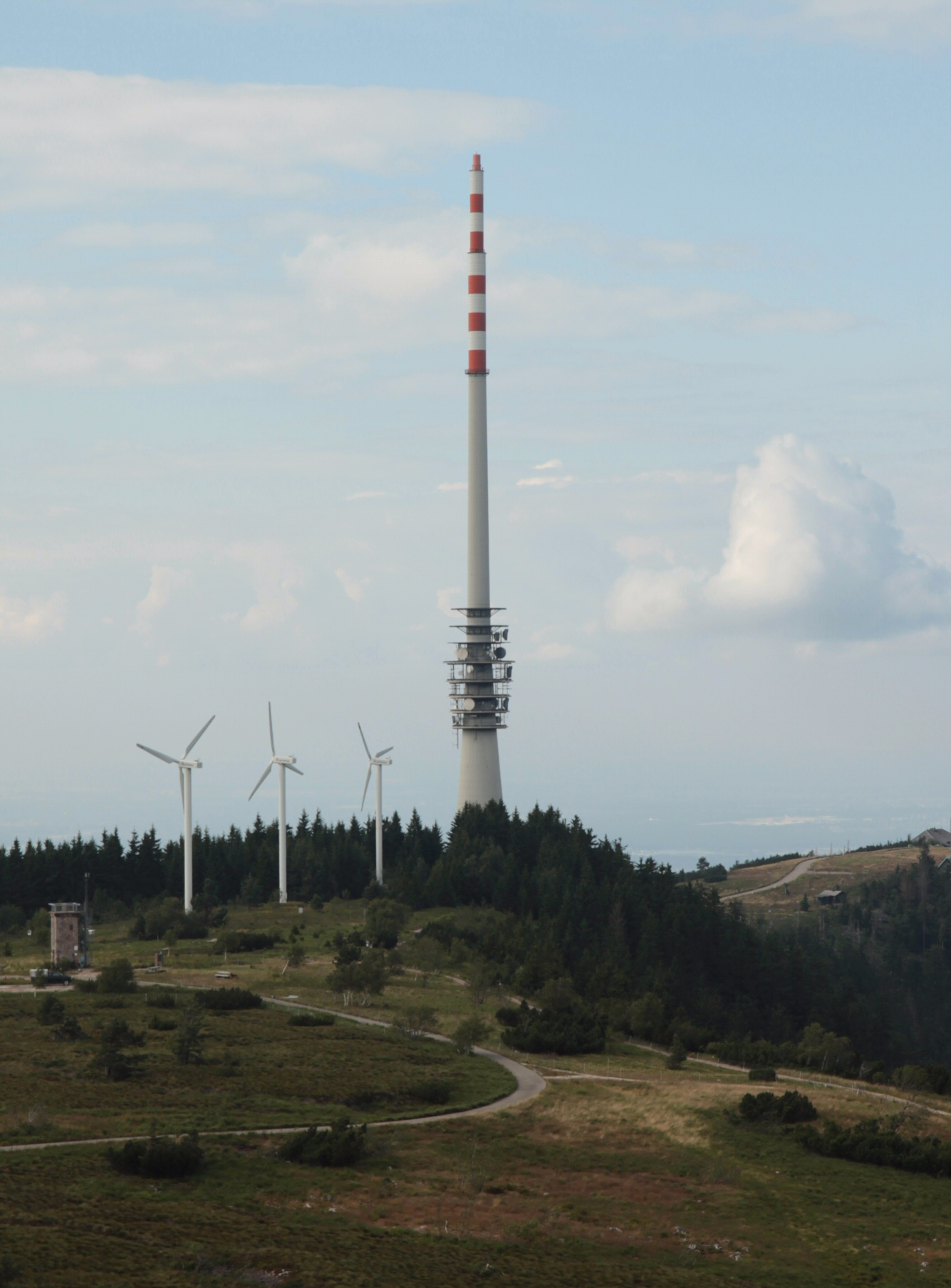
Sendeturm Hornisgrinde mit Windrädern und Bismarckturm

Die Etappe von Unterstmatt bis zur Alexanderschanze, die sowohl die Hornisgrinde, den höchsten Berg des Nordschwarzwalds, als auch mit dem Schliffkopf den zweithöchsten Berg überquert, verläuft durchgängig auf einer Höhe über 900 Meter. Vom Ausgangspunkt in Unterstmatt führt der Weg zunächst links am ehemaligen Höhenhotel Unterstmatt vorbei. Über Wanderwege geht es hinauf zum Wanderheim Ochsenstall und dann zum Sendeturm Hornisgrinde. Über einen mit Granitplatten befestigten Weg kommt man vorbei an Windrädern zum Bismarckturm oder Signalturm, der am höchsten Punkt der Gipfelebene liegt, und dann zum Hornisgrinde-Turm. Das Gebiet um den Hornisgrinde-Turm wurde von 1942 bis 1997 militärisch genutzt, was man noch an einigen dem Verfall zum Preis gegebenen Gebäuden und Resten der Absperrung entlang des Wegs erkennt. Nach dem Hornisgrinde-Turm folgt der Abstieg zum Mummelsee, den man in der Nähe des Berghotels Mummelsee erreicht. Vom Berghotel führt der Weg vorbei an der Mummelsee-Kapelle weiter zum Seibelseckle. An der Talstation des Skilifts dort geht es schräg rechts bergauf und weiter über den Hellmut-Gnädinger-Weg vorbei an einem Denkmal, das an den Orkan Lothar am 26. Dezember 1999 erinnert, zur Darmstädter Hütte. Bereits vor der Darmstädter Hütte führt der Weg rechts über einen Bannwald teilweise entlang der ehemaligen Grenze zwischen dem Königreich Württemberg und dem Großherzogtum Baden. Bis zum Wildseeblick am Grab des 1913 gestorbenen Orientalisten Julius Euting steigt der Weg leicht an. Der Pfad hinab zum Wildsee, der bereits vor dem Eutinggrab links abbiegt, ist sehr steil und nur für trittsichere Wanderer geeignet. Der Westweg jedoch geht weiter über den Seekopf und dann über Serpentinen am Skihang hinab zum Ruhestein, wo der Weg an der Großen Ruhesteinschanze die Schwarzwaldhochstraße überquert. Schräg links geht es entlang des Schweinkopfs über freie Grindenfläche hinauf zum Schliffkopf. Der Weg lässt sowohl das Hotel Schliffkopf als auch den Lotharpfad links liegen. Über einen Forstweg geht es an der Röschenschanze vorbei zum Hotel Zuflucht und weiter zur Alexanderschanze. Der Name Alexanderschanze geht auf eine nach Herzog Karl Alexander von Württemberg benannte, 1734 erbaute Schanze zur militärischen Sicherung des strategisch wichtigen Übergangs an der württembergischen Grenze. Das Gebiet war bis 1945 gesichert. Heute befindet sich dort ein Naturschutzgebiet und ein ehemaliges Hotel, das 2015 den Betrieb eingestellt hat.

#### Fünfte Etappe: Alexanderschanze – Auf der Hark
Diese Etappe und die nächste Etappe können von leistungsfähigen Wanderern an einem Tag bewältigt werden.

##### Übersicht
- Distanz: 16,9 km
- Gehzeit: ca. 4,5 Stunden
- Schwierigkeit: mittel

| Ort/Sehenswürdigkeit      | Strecke (km) | Höhe (m ü. NHN) | Weitere Informationen                                           |
| ------------------------- | ------------ | --------------- | --------------------------------------------------------------- |
| Alexanderschanze          | 0,0          | 965             |                                                                 |
| Aussichtspunkt Renchtal   | 3,4          | 915             |                                                                 |
| Hildahütte                | 1,1          | 914             |                                                                 |
| Lettstädter Höhe          | 2,0          | 968             |                                                                 |
| Blick auf den Glaswaldsee | 1,7          | 945             |                                                                 |
| Klagstein                 | 1,2          | 907             |                                                                 |
| Freiersbergsattel         | 0,5          | 752             | Kreuzung mit der Passstraße Schapbach – Bad Peterstal           |
| Littweger Höhe            | 2,7          | 840             | Schutzhütte Kreuzung mit Querweg Gengenbach–Alpirsbach          |
| Auf der Hark              | 4,3          | 700             | Bergbauernhof mit Übernachtungsmöglichkeit – zu Oberharmersbach |

##### Wegbeschreibung

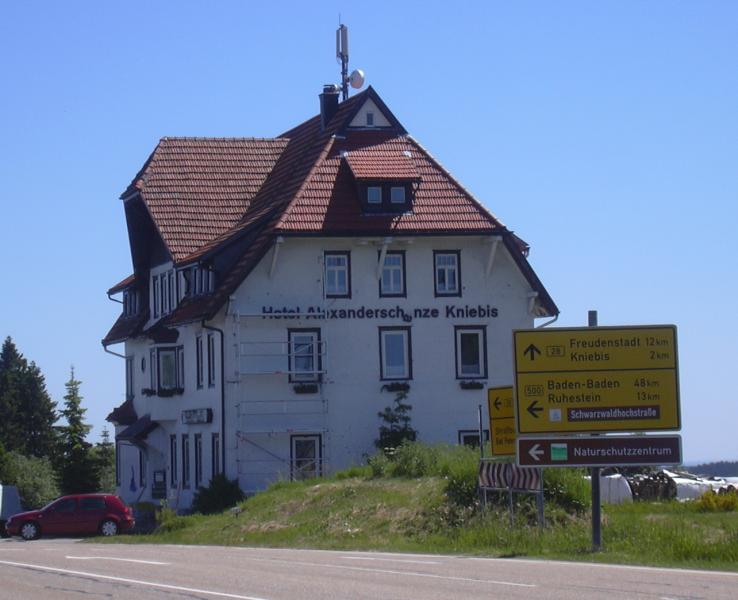
Hotel Alexanderschanze

Die fünfte Etappe führt hauptsächlich bergab und über weite Strecken durch Wald. Von der Kreuzung vor dem ehemaligen Hotel Alexanderschanze muss man zunächst ein kurzes Stück entlang der Schwarzwaldhochstraße gehen, bevor der Westweg nach links auf einen Pfad abbiegt. Weiter geht es über Wanderpfade und Forstwege bis zum Aussichtspunkt Renchtal mit einem Startplatz für Drachenflieger. Beim Wegweiser Graseck kann man vom Westweg abweichen und über die Teufelskanzel wandern. Der mit der Westweg-Raute markierte Weg führt aber an der Hildahütte vorbei bis zur Lettstädter Höhe, wo er wieder mit dem Weg von der Teufelskanzel zusammentrifft. Von dort führt der Weg weiter bis zu einem Aussichtspunkt, von dem man auf den Glaswaldsee blicken kann. Der See selbst liegt nicht am Westweg; für einen Abstecher muss man etwa 30 Minuten einplanen. Vom Aussichtspunkt geht der Weg weiter über die See-Ebene bis zum Wegweiser Am Klagstein. Auch der Klagstein, ein Sandsteinfelsen mit guter Aussicht ins Wolftal, liegt nicht direkt am Westweg. Dieser führt weiter vorbei am Juliusbrunnen zur Passhöhe Freiersberg an der Landstraße 93 zwischen Bad Peterstal-Griesbach und Schapbach. An der auch Freiersbergsattel genannten Passhöhe befinden sich die Freiersberger Hütte, ein Brunnen und ein Wanderparkplatz. Nach dem Freiersbergsattel steigt der Weg etwa 100 Höhenmeter an bis zur Hütte an der Littweger Höhe, wo sich der Westweg und der Querweg Gengenbach–Alpirsbach kreuzen. Von dort sind es noch etwas mehr als vier Kilometer bis zum Etappenziel am Harkhof, einem bewirtschafteten Bergbauernhof mit Übernachtungsmöglichkeiten.

#### Sechste Etappe: Auf der Hark – Hausach
Diese Etappe und die Voretappe können von leistungsfähigen Wanderern an einem Tag bewältigt werden.

##### Übersicht
- Distanz: 16,5 km
- Gehzeit: ca. 4 Stunden
- Schwierigkeit: mittel

| Ort/Sehenswürdigkeit      | Strecke (km) | Höhe (m ü. NHN) | Weitere Informationen                                                                                            |
| ------------------------- | ------------ | --------------- | --- |
| Auf der Hark              | 0,0          | 700             | |
| Kreuzsattelhütte          | 2,5          | 738             | |
| Wegweiser zum Reiherskopf | 0,3          | 735             | Abzweigung zum Brandenkopf Markierte Variante: Der Brandenkopf ist ca. 3,5 km vom Westweg entfernt (Wanderheim). |
| Hirzwasen                 | 2,0          | 735             | Kreuzung mit dem Großen Hansjakobweg                                                                             |
| Ebenacker                 | 2,0          | 620             | |
| Hohenlochenhütte          | 2,0          | 650             | Einfache Wanderhütte                                                                                             |
| Käppelehof                | 0,3          | 640             | Bergbauernhof mit Übernachtungsmöglichkeit                                                                       |
| Weißes Kreuz              | 1,5          | 510             | |
| Spitzfelsen               | 1,3          | 577             | Schutzhütte |
| Hausach                   | 4,6          | 237             | |

##### Wegbeschreibung
Der Westweg verläuft von Dobel bis zum Blauen auf der westlichen Strecke bzw. zur Hohen Möhr auf der östlichen Strecke durchgängig in den Gipfelgebieten und auf den Passhöhen des Schwarzwalds. Die beiden einzigen Ausnahmen sind das Murgtal und das Kinzigtal. Die sechste Etappe führt vom Harkhof hinab ins Kinzigtal nach Hausach, das auf einer Höhe von 237 Metern an der niedrigsten Stelle des Westwegs liegt.

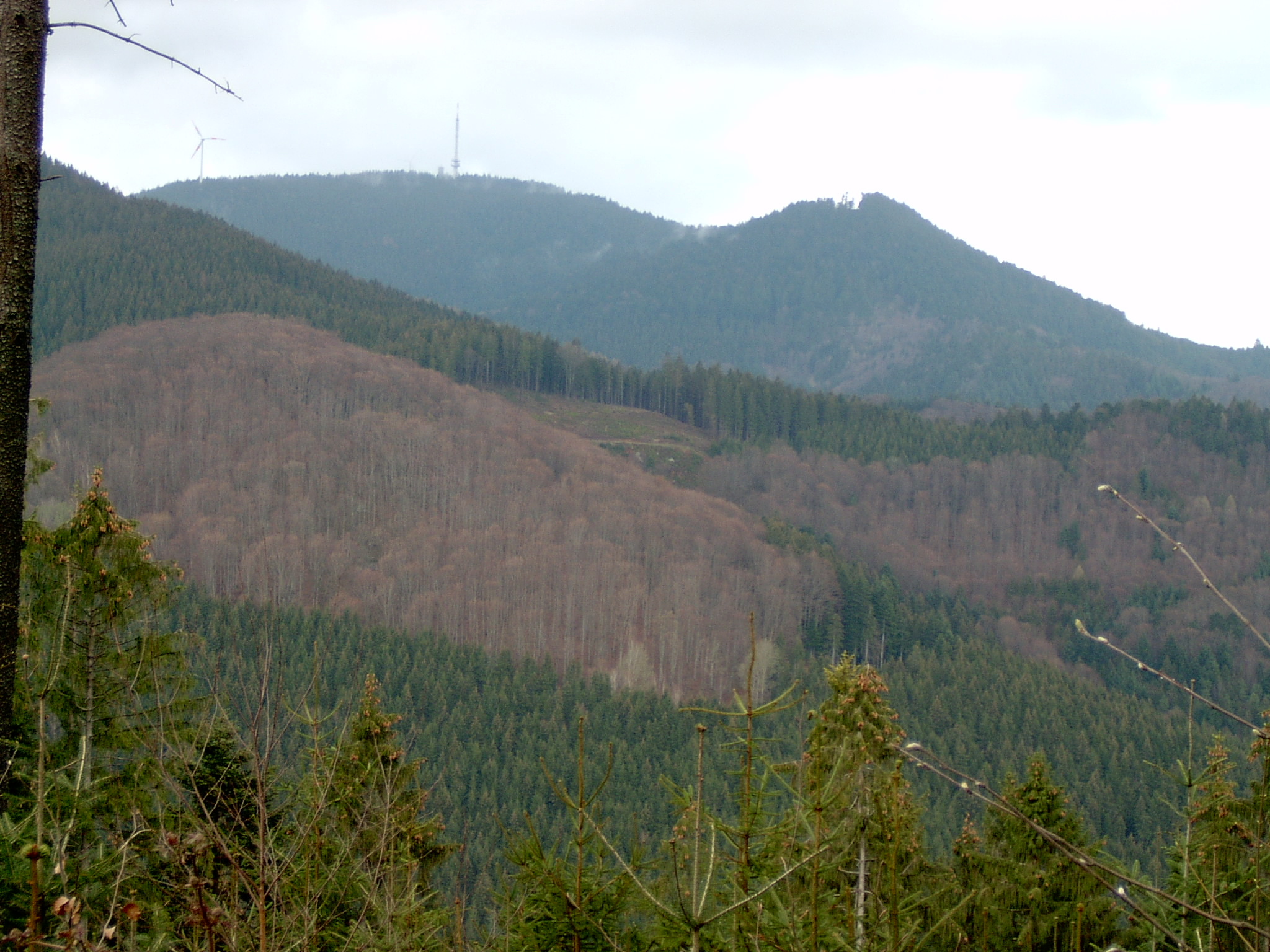
Der Brandenkopf ist im gesamten mittleren Schwarzwald weithin sichtbar.

Vom Harkhof geht die Wanderung kurz bergauf zum Harksattel und weiter in den Wald hinein. Über Forst- und Wanderwege wird die Kreuzsattelhütte (Oberwolfach) erreicht, bei der auch ein Spielplatz liegt, an dem der Weg rechts vorbeiführt. Über ein asphaltiertes Stück kommt man zum Wegweiser zum Reiherskopf. Dort kann man nach rechts zum Brandenkopf abbiegen, der etwa 3,5 Kilometer vom Westweg entfernt 200 Höhenmeter weiter oben liegt. Der Brandenkopf wird über die Steiglehütte erreicht. Auf dem Berg befindet sich neben dem Wanderheim des Schwarzwaldvereins und einem Aussichtsturm der Sender Brandenkopf. Durch den 125 Meter hohen Sendeturm ist der Brandenkopf im gesamten Mittleren Schwarzwald weithin sichtbar und so auch Orientierungspunkt für Westwegwanderer. Wer den Umweg über den Brandenkopf nicht gehen möchte, wandert am Wegweiser geradeaus und nach etwa 100 Metern schräg links und dann weiter bis zum Hirzwasen, an dem ein Kreuz steht. Am Hirzwasen kommen der Westweg und der Große Hansjakobweg zusammen, der von dort weiter zum Brandenkopf führt. Der Westweg geht nach dem Hirzwasen zum Ebenacker, bei dem sich eine Waldlichtung befindet. Nächster Punkt auf dem Weg ist die Hohenlochenhütte, die dem Schwarzwaldverein Wolfach gehört. Häufig sind Vereinsmitglieder in der Hütte, die den Wanderern Tee anbieten. Der Hohenlochen, ein knapp 690 Meter hoher Aussichtspunkt, liegt nicht direkt am Westweg, kann aber über einen Abstecher in etwa fünf Minuten erreicht werden. Von der Hohenlochenhütte führt die Wanderung zunächst steil bergab und weiter zum Weißen Kreuz. Dazwischen befindet sich eine Abzweigung zum bewirtschafteten und vom Weg aus sichtbaren Käppelehof. Vom Weißen Kreuz geht der Weg wieder ein Stück bergauf zum Spitzfelsen mit einer kleinen Schutzhütte, welche auch bei Regen und Sturm guten Schutz bietet. Von dort aus bietet sich ein schöner Blick auf Hausach und das mittlere Kinzigtal. Nach dem Spitzfelsen führt die Wanderung in nur drei Kilometern bei 340 Höhenmetern steil bergab zum Etappenziel nach Hausach.

#### Siebte Etappe: Hausach – Wilhelmshöhe (oberhalb Schonach)

##### Übersicht
- Distanz: 21 km
- Gehzeit: ca. 6,5 Stunden
- Schwierigkeit: schwer

| Ort/Sehenswürdigkeit        | Strecke (km) | Höhe (m ü. NHN) | Weitere Informationen |
| --------------------------- | ------------ | --------------- | --- |
| Hausach                     | 0,0          | 237             | |
| Burgruine Husen             | 1,5          | 300             | |
| Farrenkopf / Hasemann-Hütte | 4,2          | 790             | Schutzhütte benannt nach Wilhelm Hasemann |
| Büchereck                   | 2,3          | 651             | |
| Haselberg                   | 2,0          | 760             | Kreuzung mit Querweg Rottweil–Lahr |
| Prechtaler Schanze          | 0,8          | 835             | Kreuzung mit Zweitälersteig |
| Huberfelsen                 | 1,2          | 760             | Naturdenkmal mit Aussichtspunkt |
| Hirzdobel                   | 0,3          | 740             | Kreuzung mit Zweitälersteig |
| Fährlefelsen                | 0,2          | 755             | Kreuzung mit Querweg Rottweil–Lahr |
| Karlstein                   | 1,8          | 970             | auch: Hauenstein Namensgebung nach Besuch durch Herzog Carl von Württemberg im Jahre 1770 Ehemaliges Vierländereck Baden, Württemberg, Fürstenberg und Vorderösterreich |
| Schöne Aussicht             | 1,0          | 915             | Gasthof |
| Rendsberg                   | 2,2          | 925             | |
| Vesperstube Silberberg      | 2,1          | 980             | |
| Wilhelmshöhe                | 1,4          | 975             | zu Schonach |

##### Wegbeschreibung
Die Etappe von Hausach bis zur Wilhelmshöhe gilt als die anspruchsvollste Etappe des gesamten Westweges. Im ersten Abschnitt bis zum Farrenkopf steigt der Weg auf sechs Kilometer um 550 m an, der größte Anstieg auf dem gesamten Westweg.

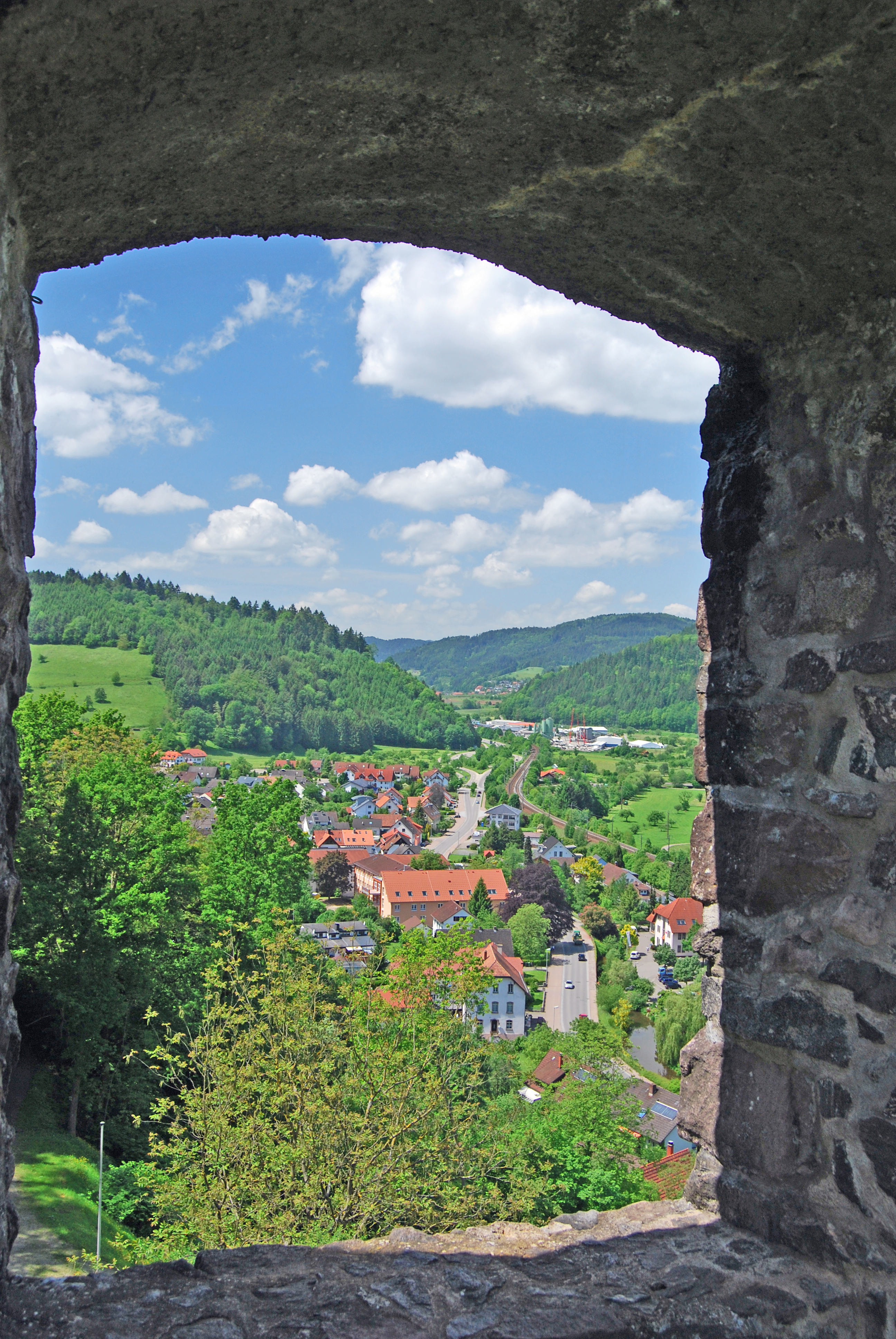
Blick von der Burgruine Husen auf Hausach

Vom Bahnhof Hausach führt der Weg zunächst entlang der Eisenbahnstraße. Beim hölzernen Portal Kinzigtaltor Hausach geht es auf den Kinzigdamm und dann unter Eisenbahnunterführung hindurch weiter bis zur Stadtkirche Sankt Mauritius. Von dort folgt der Weg der Hauptstraße vorbei am Rathaus und führt dann schräg links hinauf in den Kreuzbergweg. Beim Vereinsbrunnen geht man nach links auf einen Wanderpfad, der steil am Schlossquell vorbei hinauf zur Burgruine Husen führt. Hinter der Burg, von deren Turm aus man nach Hausach hinabschauen kann, führt der Weg weiter meist steil bergauf an Schmidts Wandereckle, dem Haseneckle und an verschiedenen Aussichtspunkten vorbei bis zur Hasemann-Hütte auf dem Farrenkopf. Die nach dem Maler Wilhelm Hasemann benannte Hütte ist zweistöckig. Über eine Leiter kann man den zum Schlafen geeigneten oberen Teil erreichen. Nach dem Farrenkopf führt der Weg auf dem südlichen Bergrücken wiederum steil abwärts bis zur Passhöhe Büchereck, wo der Westweg mit der Landstraße 107 kreuzt. Bereits vor der Kreuzung wird die Büchereck-Hütte und die Schanze am Büchereck passiert. Sämtliche Schanzen, an denen diese Etappe vorbeiführt, gehören zu den Barockschanzen und sind damit Teil einer großen Verteidigungsanlage aus dem 17. und 18. Jahrhundert. Sie wurden im Rahmen der Konflikte zwischen dem Haus Habsburg und dem Königreich Frankreich errichtet, vor allem während des Pfälzischen und Spanischen Erbfolgekrieges. Nach der Kreuzung am Büchereck geht es wieder bergauf. Man passiert die Schanze auf dem Höchst und die Hornberger Kolping-Hütte, bevor der Westweg ab dem Haselberg auf derselben Strecke wie der Querweg Rottweil–Lahr verläuft. Die kurz nach der Zusammenkunft der beiden Wege erreichte Hirschlachschanze gehört zu den Prechtaler Schanzen, die zum Teil abweichend von den ursprünglichen historischen Schanzen aus touristischen Gründen nachgebaut wurden. Dort kreuzt sich der Weg auch mit dem Zweitälersteig, so dass für fast zwei Kilometer drei Schwarzwaldwanderwege auf einer Strecke verlaufen. Auf dieser Strecke liegt der nach dem Triberger Obervogt Theodor Huber (1756–1816) benannte Huberfelsen. Der über ein Eisengeländer gesicherte Aufstieg führt zu einem Aussichtspunkt mit Blick ins Elztal. Am Hirzdobel trennt sich der Weg vom Zweitälersteig, der hinab ins zwei Kilometer entfernte Wittenbach führt, einem Ortsteil von Oberprechtal. Nach dem Fährlefelsen biegt der Querweg links ab und führt hinunter nach Hornberg. Der Westweg dagegen führt weiter steil bergauf zum Karlstein.

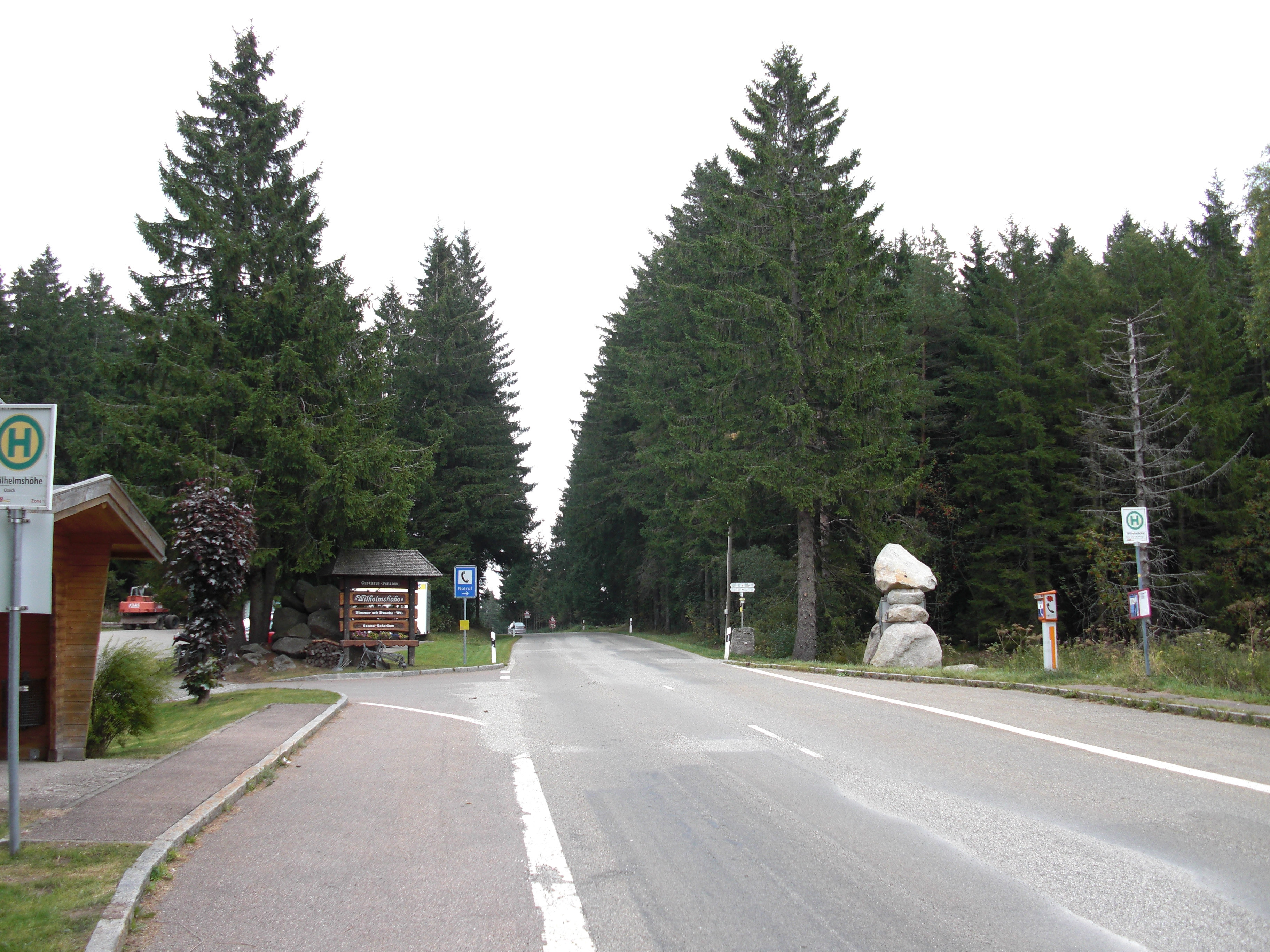
Wilhelmshöhe bei Schonach

Dieser aus Granitblöcken bestehende Felsen hieß früher Hauenstein. Er wurde umbenannt, nachdem Herzog Carl Eugen von Württemberg ihn am 23. Juli 1770 bestiegen hatte. Ein Gedenkstein erinnert noch an dieses Ereignis. Der Felsen war von der Mitte des 15. Jahrhunderts an mit 968,9 Metern ü. NN der höchste Berggipfel Württembergs. Mit der Unterzeichnung der Rheinbundakte 1806 wurde allerdings der Schwarze Grat zum höchsten Berggipfel des Königreichs. Höchster Punkt Württembergs war zu diesem Zeitpunkt aber bereits der Dreifürstenstein unterhalb des Gipfels der Hornisgrinde. Mit dem Grenzvertrag vom 2. Oktober 1810 zwischen dem Königreich Württemberg und dem Großherzogtum Baden kam Hornberg und somit auch der Karlstein zu Baden.
Vom Karlstein führt der Weg weiter zum Gasthaus Schöne Aussicht und dann zum Rendsberg mit dem Gasthaus Zum Karlstein. Beim Gasthaus geht es noch 300 Meter geradeaus auf der Straße Richtung Schonach, bevor der Weg schräg rechts abbiegt. Nach dem Erwin-Schweizer-Heim kommt man an einen steinernen Torbogen, der zum ehemaligen Herrenwälder Hof gehörte. Dort geht es geradeaus und später nach links in den Herrenwaldweg, bevor über den Silberbergweg die Vesperstube Silberberg erreicht wird. Nach der Vesperstube, die auch Gästezimmer vermietet, geht es kurz einen asphaltierten Wiesenweg hinauf, bevor die Wanderung auf nahezu ebener Strecke an der zu Schonach gehörenden Wilhelmshöhe das Etappenziel erreicht.

#### Achte Etappe: Wilhelmshöhe – Kalte Herberge

##### Übersicht
- Distanz: 21 km
- Gehzeit: ca. 6 Stunden
- Schwierigkeit: mittel

| Ort/Sehenswürdigkeit          | Strecke (km) | Höhe (m ü. NHN) | Weitere Informationen |
| ----------------------------- | ------------ | --------------- | --- |
| Wilhelmshöhe                  | 0,0          | 0.976           | |
| Wolfsbauernhof                | 2,0          | 1.023           | |
| Blindensee                    | 1,0          | 1.000           | Hochmoorsee |
| Weißenbacher Höhe             | 2,5          | 1.016           | |
| Martinskapelle                | 3,0          | 1.094           | Hier trifft der Weg auf die Europäische Wasserscheide Nordsee / Schwarzes Meer. In der Nähe der Martinskapelle entspringt die Breg, einer der beiden Quellflüsse der Donau, und die Elz, ein Nebenfluss des Rheins. |
| Brend                         | 2,0          | 1.149           | Höchster Punkt des Westwegs im mittleren Schwarzwald. Aussichtsturm |
| Alte Ecke                     | 1,5          | 1.075           | |
| Winkel / Südlicher Staatsberg | 2,0          | 1.045           | Beginn der gemeinsamen Strecke mit dem Querweg Schwarzwald–Kaiserstuhl–Rhein |
| Beim Staatsberghof            | 1,0          | 0.990           | Ende der gemeinsamen Strecke mit dem Querweg Schwarzwald–Kaiserstuhl–Rhein |
| Neueck                        | 0,5          | 0.988           | Sattel zwischen Furtwangen und Simonswald |
| Hausebene-Hof                 | 2,0          | 0.940           | |
| Kalte Herberge                | 3,5          | 1.029           | Gasthof |

##### Wegbeschreibung

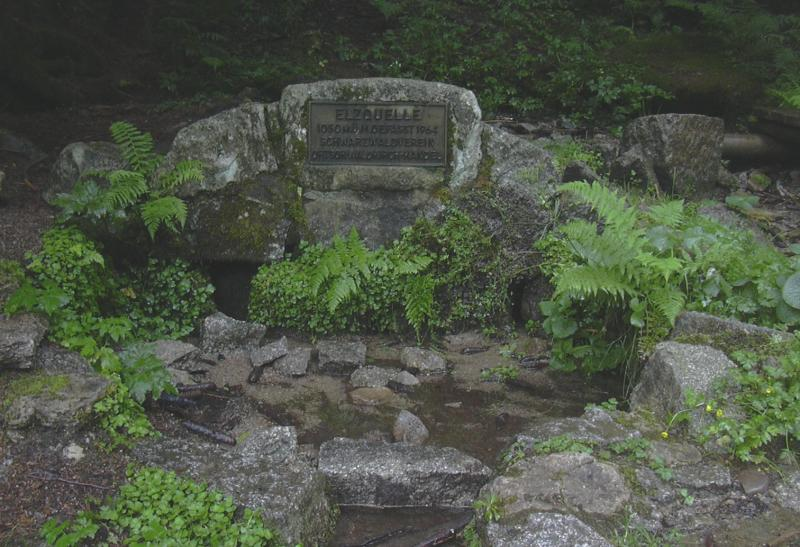
Elzquelle

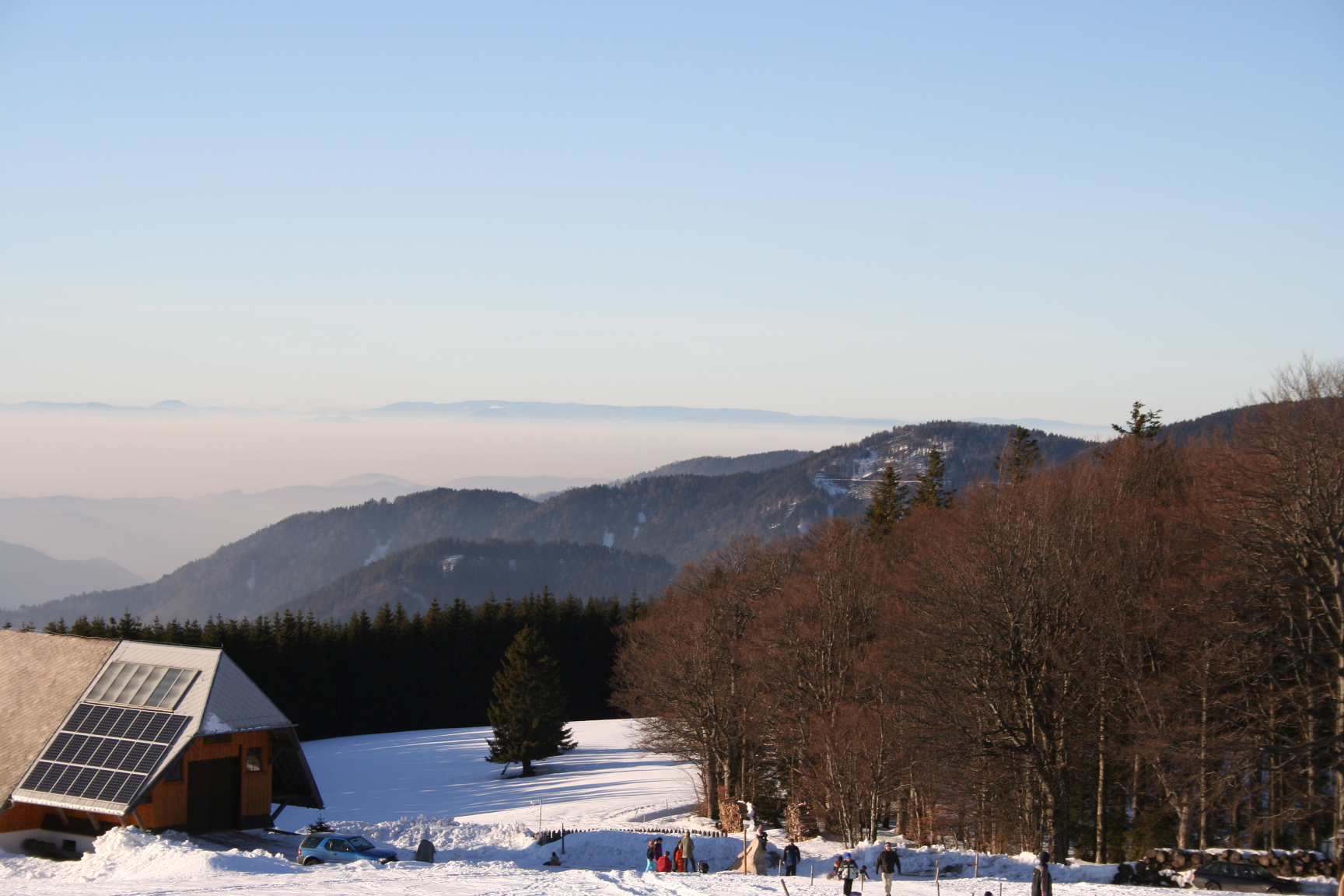
Blick vom Gipfel des Brend

Die achte Etappe verläuft fast durchgängig auf einer Höhe von über 1000 m. Im Vergleich zu den meisten anderen Etappen gibt es weniger Steigungen oder Gefälle.
Nach dem Gasthaus Wilhelmshöhe überquert der Weg zunächst die Straße, bevor er durch das Felsenportal auf einen Bohlensteg führt. Am Ende des Steges geht es rechts und kurz danach schräg links. Über eine Kuppe und an einem kleinen See vorbei kommt man zum Wolfsbauernhof. Von dort führt die Strecke auf einem asphaltierten Weg bis zum Abzweig zum Blindensee, der über einen Bohlensteg erreicht wird. Vom Blindensee geht es zunächst weiter auf dem Bohlensteg; danach wandert man durch einen Bauernhof über eine Straße, an einem Wegkreuz vorbei und dann weiter bis zur Weißenbacher Höhe. Von dort führt der Weg über eine Brücke und dann weiter bis zur Elzquelle. Die Elz mündet in den Rhein. Kurz danach überquert der Westweg die Europäische Hauptwasserscheide zur Martinskapelle, in deren Nähe die Breg, einer der Quellflüsse der Donau, entspringt. Nächste Ziele sind der Güntherfelsen und das Naturfreundehaus Brend. Vom Naturfreundehaus lohnt sich ein Abstecher zum Brendturm. Danach geht es weiter bis zum Hotel Goldener Rabe, vor dem der Weg rechts abbiegt. Der Weg führt dann weiter bis zum Neueck. Danach geht es weiter auf einem asphaltierten Weg unterhalb der Schwarzwaldhochstraße. Der Weg überquert zwei Straßen, führt über eine Skipiste und geht unter der Schwarzwaldhochstraße hindurch bis zur Heubacher Höhe. Danach geht es zum Hohlen Bildstöckle und dann an der Schwarzwaldhochstraße entlang bis zur Kalten Herberge.

### Trennung der westlichen und der östlichen Variante
In der neunten Etappe trennen sich die westliche und die östliche Variante in Titisee. Bis 2006 lag der Trennungspunkt noch in Bärental. Die westliche Variante führt inzwischen über den Höhenrücken zwischen Titisee und Hinterzarten nach Oberzarten. Von dort führt er auf dem Emil-Thoma-Weg bis zum Feldberggipfel und trifft dort wieder auf die frühere Strecke. Die östliche Variante führt auf der früheren westlichen Variante über Bärental, den Zweiseenblick und das Caritasheim und dann weiter zum Herzogenhorn, wo sie ebenfalls wieder mit der früheren Strecke zusammenkommt.

### Variante A – Westliche Strecke

#### Neunte Etappe: Kalte Herberge – Hinterzarten

##### Übersicht
- Distanz: 26 km
- Gehzeit: ca. 6,5 Stunden
- Schwierigkeit: schwer

| Ort/Sehenswürdigkeit | Strecke (km) | Höhe (m ü. NHN) | Weitere Informationen                      |
| -------------------- | ------------ | --------------- | ------------------------------------------ |
| Kalte Herberge       | 0,0          | 1.029           |                                            |
| Lachenhäusle         | 3,0          | 1.080           |                                            |
| Schweizerhof         | 3,0          | 1.040           | Gasthof                                    |
| Weißtannenhöhe       | 8,0          | 1.190           |                                            |
| Fürsatzhöhe          | 2,0          | 1.071           |                                            |
| Geigershof           | 1,5          | 0.940           |                                            |
| Titisee              | 3,0          | 0.858           | Kreuzung mit dem Querweg Freiburg–Bodensee |
| Hinterzarten         | 5,5          | 1.002           |                                            |

##### Wegbeschreibung
Von der Kalten Herberge folgt der Weg für etwa 250 Meter der B500 und biegt dann links in einen steinigen Waldweg ab, der weitergehend parallel zur Bundesstraße verläuft. Auf der gegenüberliegenden Straßenseite wird die Berggaststätte Lachenhäusle passiert. Die Wanderung geht vorbei an einem Wasserreservoir, welches gut als Aussichtsplattform dient. Mehrfach wird die B500 überquert. Dabei ist Vorsicht geboten, da die Querungen teilweise in Kurven und dadurch für Autofahrer nicht erkennbar sind. Der Weg führt am Gasthaus Schweizerhof vorbei bis zum Gasthaus zum Kreuz in St. Märgen. Von dort weiter über die Türken-Louis-Schanze auf dem Hohlen Graben vorbei am Süßen Häusle zum Doldenbühl mit der Aussicht auf das Jostal. Von dort geht es über die Weißtannenhöhe zur Fürsatzhöhe. Von der Fürsatzhöhe aus lohnt sich ein Abstecher zur Kapelle Heiligenbrunnen, die an die Heilige Notburga erinnert. Von der Fürsatzhöhe führt der Weg zum Wanderheim Berghäusle und weiter zum Geigershof. Danach geht es bergab nach Titisee, wo sich die östliche und die westliche Variante teilen. Die westliche Variante passiert das Strandbad und geht weiter zum Bankenhansenkreuz, über die Keßlerhöhe und den Keßlerhof nach Hinterzarten.

#### Zehnte Etappe: Hinterzarten – Wiedener Eck
- Distanz: 24,5 km
- Gehzeit: ca. 6 Stunden
- Schwierigkeit: schwer

| Ort/Sehenswürdigkeit | Strecke (km) | Höhe (m ü. NHN) | Weitere Informationen                                     |
| -------------------- | ------------ | --------------- | --------------------------------------------------------- |
| Hinterzarten         | 00,0         | 1.002           |                                                           |
| Grüble               | 10,5         | 1.419           |                                                           |
| Feldberggipfel       | 01,0         | 1.493           | Höchster Punkt des Westwegs und des gesamten Schwarzwalds |
| Stübenwasen          | 02,0         | 1.386           |                                                           |
| Notschrei            | 06,5         | 1.121           | Hotel                                                     |
| Am Trubelsmattkopf   | 02,0         | 1.282           |                                                           |
| Wiedener Eck         | 03,5         | 1.037           | Hotel                                                     |

#### Elfte Etappe: Wiedener Eck – Blauen

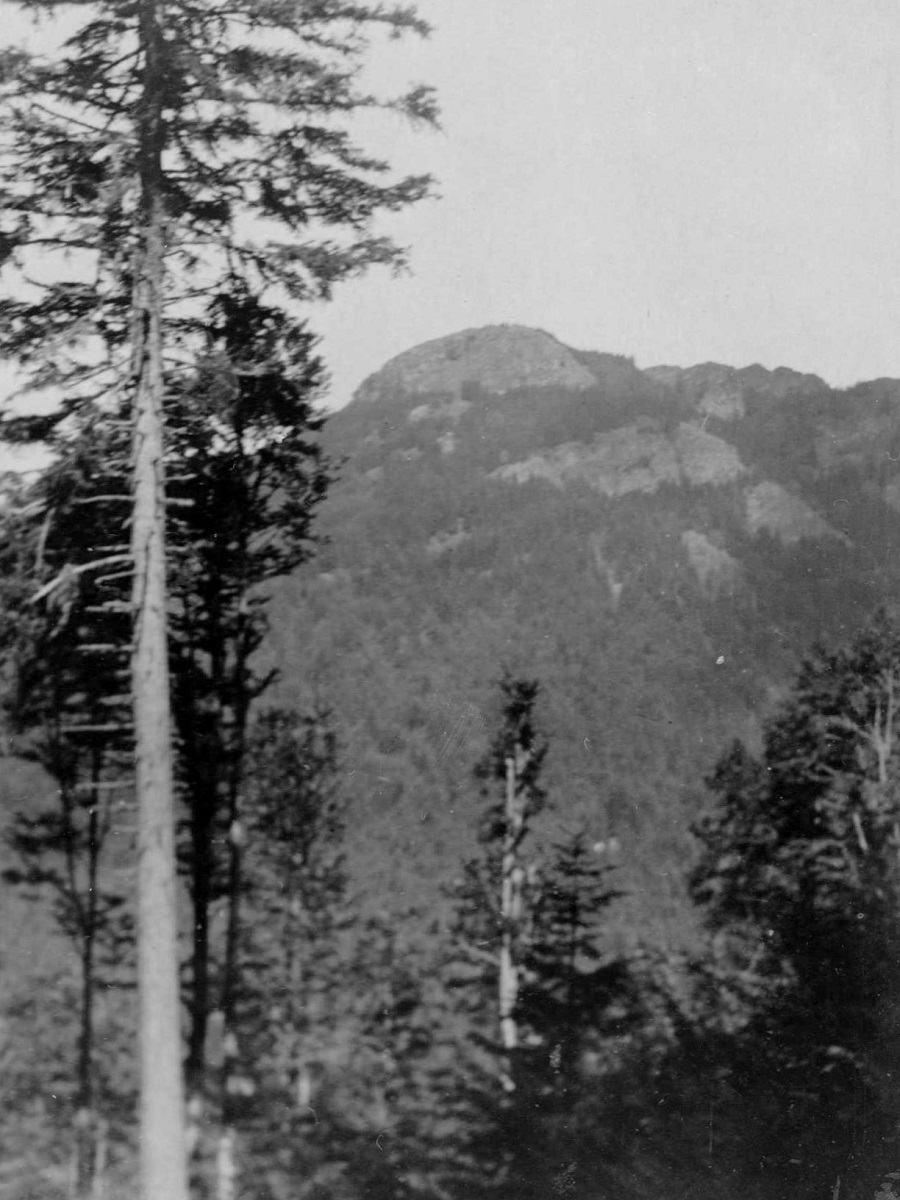
Die Hohe Kelch westlich des Belchen

- Distanz: 21 km
- Gehzeit: ca. 5,5 Stunden
- Schwierigkeit: schwer

| Ort/Sehenswürdigkeit | Strecke (km) | Höhe (m ü. NHN) | Weitere Informationen |
| -------------------- | ------------ | --------------- | --------------------- |
| Wiedener Eck         | 0,0          | 1.037           |                       |
| Krinne               | 4,0          | 1.119           |                       |
| Belchen              | 2,0          | 1.414           |                       |
| Hohe Kelch           | 1,5          | 1.266           |                       |
| Haldenhof            | 3,5          | 0.900           | Gasthof               |
| Sirnitz-Sattel       | 1,5          | 1.073           |                       |
| Stühle               | 3,0          | 1.049           | Schutzhütte           |
| Egerten-Sattel       | 3,0          | 0.927           | Schutzhütte           |
| Blauen (Hochblauen)  | 2,5          | 1.167           |                       |

#### Zwölfte Etappe: Blauen – Wollbach

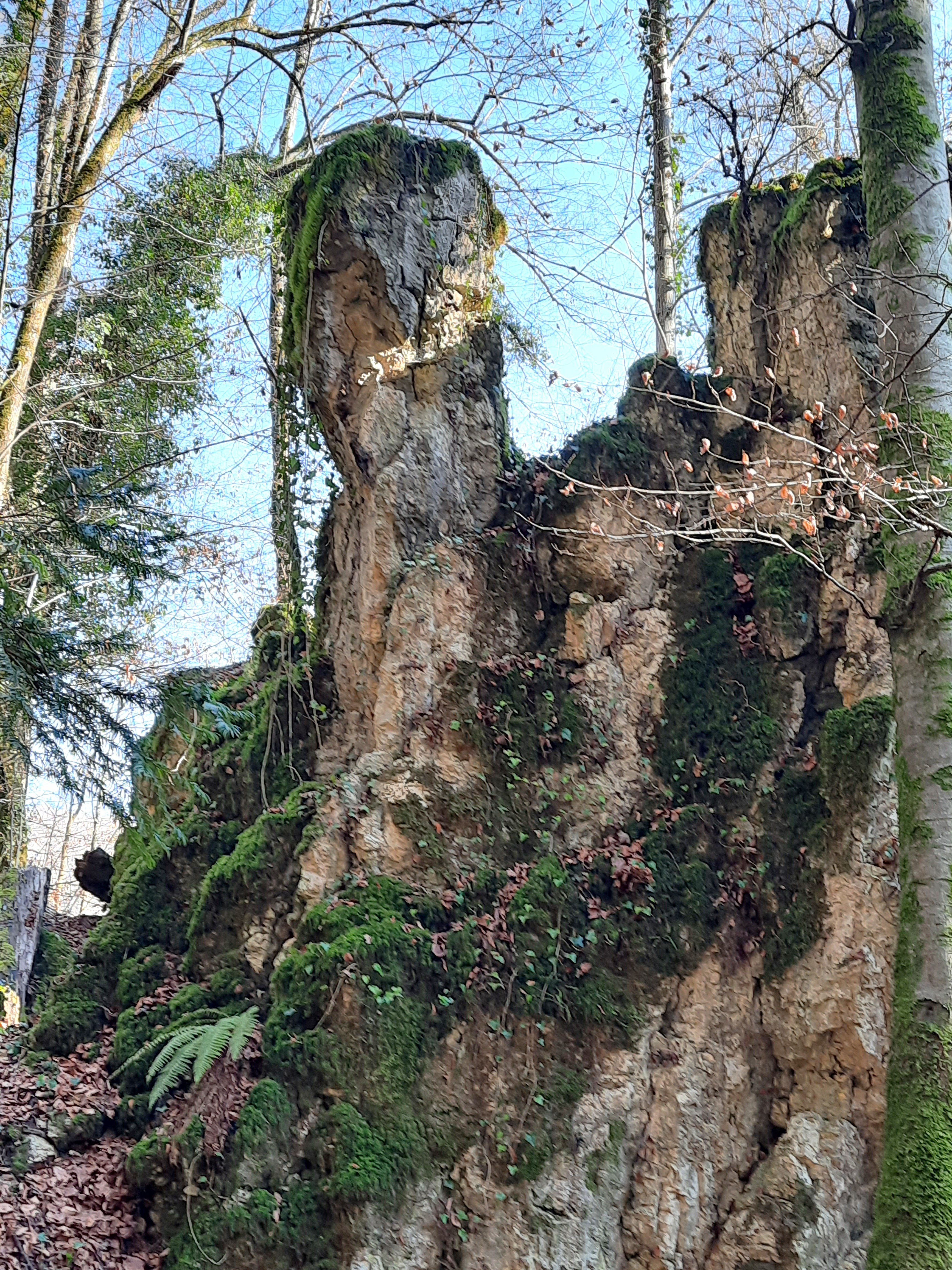
Wolfsschlucht bei Kandern

- Distanz: 16,5 km
- Gehzeit: ca. 4 Stunden
- Schwierigkeit: schwer

| Ort/Sehenswürdigkeit | Strecke (km) | Höhe (m ü. NHN) | Weitere Informationen                        |
| -------------------- | ------------ | --------------- | -------------------------------------------- |
| Blauen (Hochblauen)  | 0,0          | 1.167           |                                              |
| Hexenplatz           | 2,5          | 0.845           | Gedenkstein für Opfer eines Flugzeugunglücks |
| Sausenburg           | 3,5          | 0.665           |                                              |
| Kandern              | 4,0          | 0.352           | Wolfsschlucht                                |
| Hammerstein          | 3,5          | 0.313           | Nebenort von Wollbach                        |
| Wollbach             | 3,0          | 0.315           | Teilort von Kandern                          |

#### Dreizehnte Etappe: Wollbach – Basel

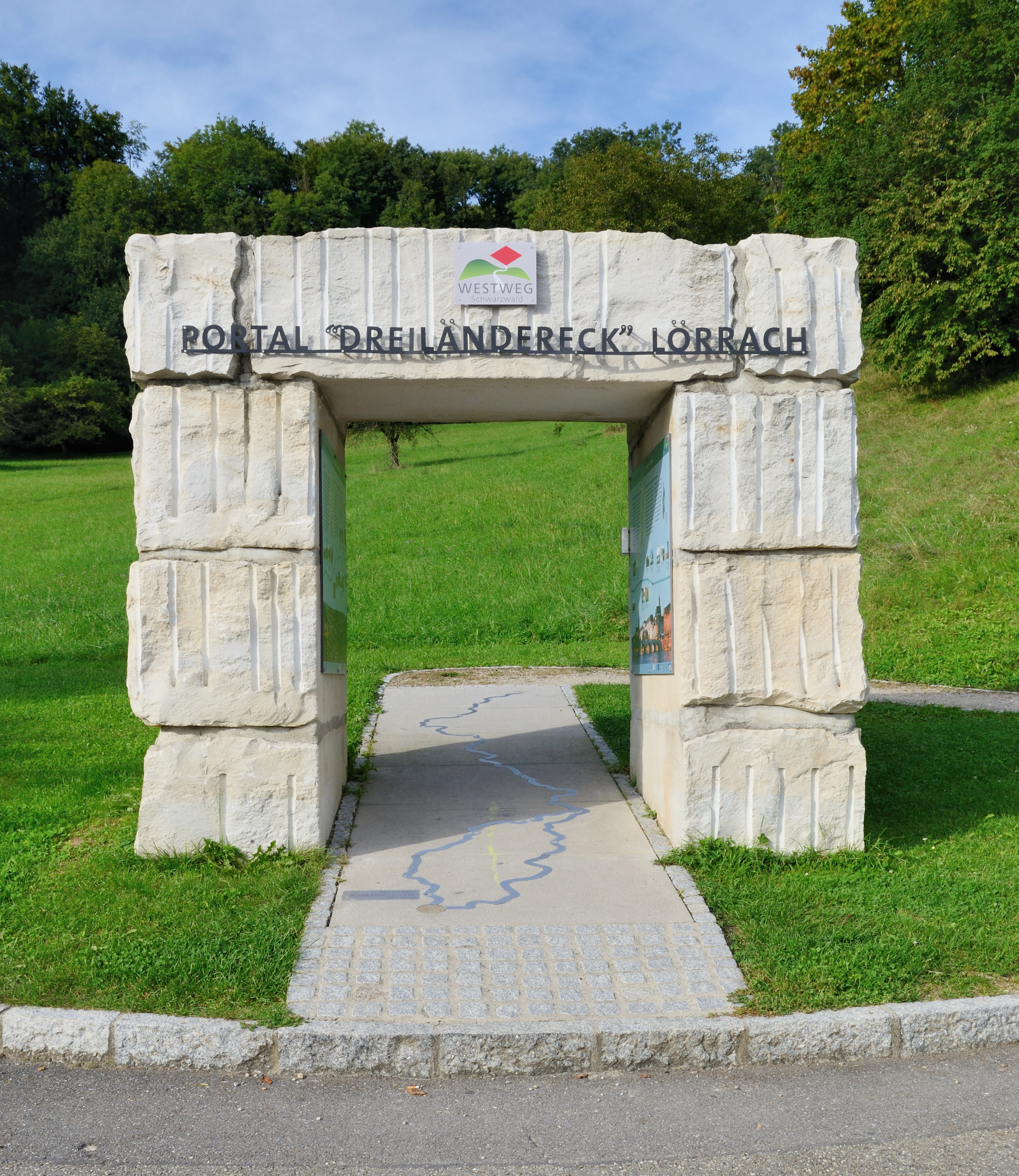
Portal Dreiländereck des Westwegs, der an der Burg Rötteln vorbeiführt

- Distanz: 19 km
- Gehzeit: ca. 5 Stunden
- Schwierigkeit: schwer

| Ort/Sehenswürdigkeit | Strecke (km) | Höhe (m ü. NHN) | Weitere Informationen        |
| -------------------- | ------------ | --------------- | ---------------------------- |
| Wollbach             | 00,0         | 315             | Teilort von Kandern          |
| Burg Rötteln         | 06,0         | 422             | drittgrößte Burgruine Badens |
| Röttler Kirche       | 01,0         | 333             | markgräfliche Grabkapelle    |
| Tumringen            | 01,0         | 291             | Stadtteil von Lörrach        |
| Basel                | 11,0         | 260             |                              |

### Variante B – Östliche Strecke

#### Neunte Etappe: Kalte Herberge – Bärental
- Distanz: 27,5 km
- Gehzeit: ca. 6 Stunden
- Schwierigkeit: mittel

| Ort/Sehenswürdigkeit | Strecke (km) | Höhe (m ü. NHN) | Weitere Informationen                      |
| -------------------- | ------------ | --------------- | ------------------------------------------ |
| Kalte Herberge       | 0,0          | 1.029           |                                            |
| Lachenhäusle         | 3,0          | 1.080           |                                            |
| Schweizerhof         | 3,0          | 1.040           | Gasthof                                    |
| Weißtannenhöhe       | 8,0          | 1.190           |                                            |
| Fürsatzhöhe          | 2,0          | 1.071           |                                            |
| Geigershof           | 1,5          | 0.940           |                                            |
| Titisee              | 3,0          | 0.858           | Kreuzung mit dem Querweg Freiburg–Bodensee |
| Bärental             | 7,0          | 0.967           |                                            |

#### Zehnte Etappe: Bärental – Hochkopfhaus
- Distanz: 25,5 km
- Gehzeit: ca. 7 Stunden
- Schwierigkeit: schwer

| Ort/Sehenswürdigkeit | Strecke (km) | Höhe (m ü. NHN) | Weitere Informationen                                       |
| -------------------- | ------------ | --------------- | ----------------------------------------------------------- |
| Bärental             | 0,0          | 0.967           |                                                             |
| Zweiseenblick        | 3,5          | 1.284           | Aussichtspunkt mit Blick auf den Titisee und den Schluchsee |
| Feldberg-Caritasheim | 2,5          | 1.230           |                                                             |
| Feldbergpass         | 2,0          | 1.231           |                                                             |
| Herzogenhorn         | 2,5          | 1.415           |                                                             |
| Hof Eck              | 2,5          | 1.127           |                                                             |
| Auf der Wacht        | 3,0          | 0.975           |                                                             |
| Blößling             | 2,5          | 1.309           | Steiler Aufstieg                                            |
| Prager Eck           | 2,0          | 1.103           |                                                             |
| Leder Tschobenstein  | 2,0          | 1.212           |                                                             |
| Hochkopfhaus         | 3,0          | 1.087           | Wanderheim des Schwarzwaldvereins                           |

#### Elfte Etappe: Hochkopfhaus – Hasel

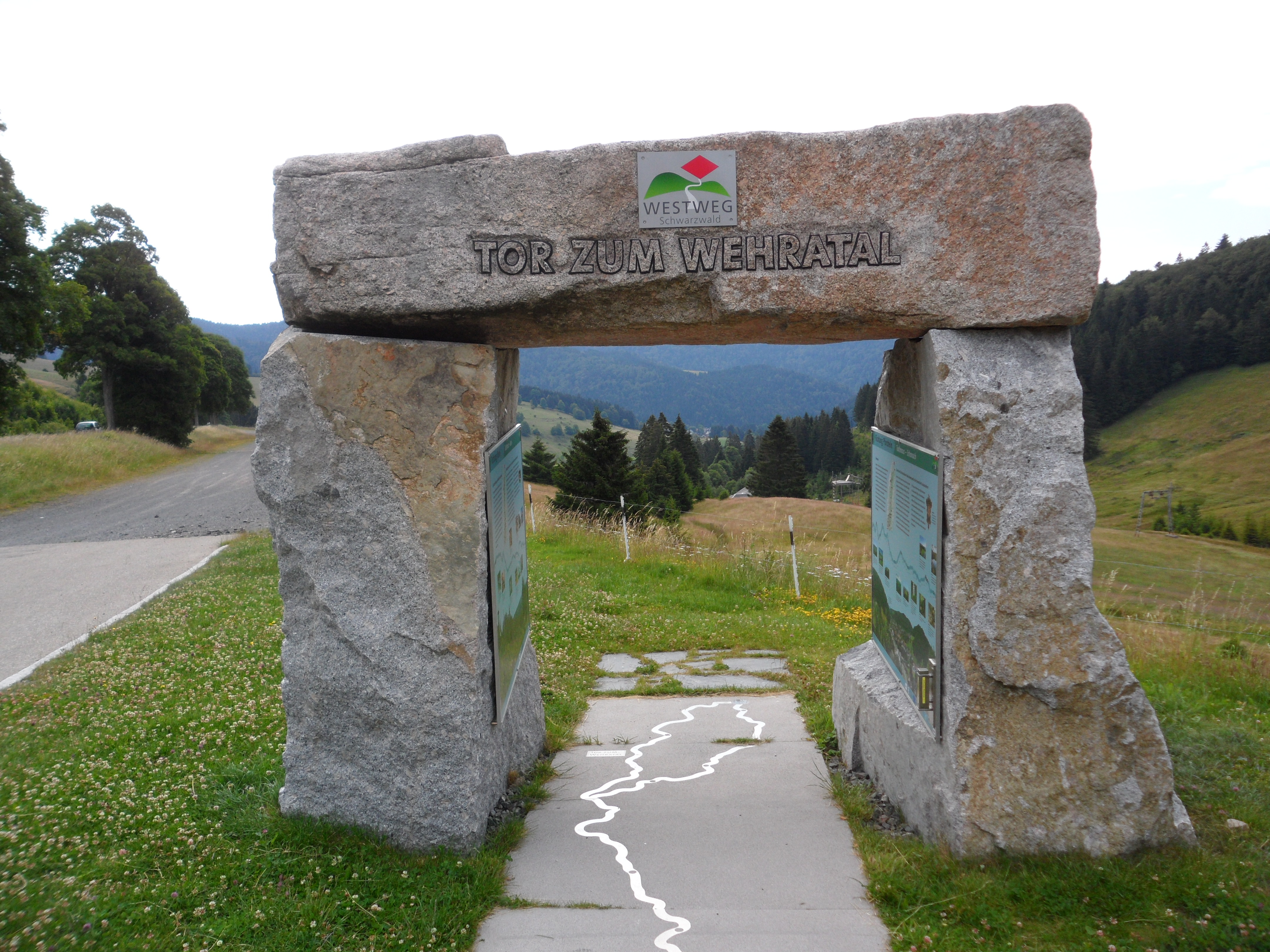
Westwegportal "Tor zum Wehratal" auf dem Weißenbachsattel am Hochkopfhaus

- Distanz: 18,5 km
- Gehzeit: ca. 5 Stunden
- Schwierigkeit: mittel

| Ort/Sehenswürdigkeit     | Strecke (km) | Höhe (m ü. NHN) | Weitere Informationen                                       |
| ------------------------ | ------------ | --------------- | ----------------------------------------------------------- |
| Hochkopfhaus             | 0,0          | 1.081           |                                                             |
| St. Antoni               | 2,0          | 1.064           |                                                             |
| Altensteiner Eck         | 3,0          | 1.090           |                                                             |
| Altensteiner Kreuz       | 1,5          | 1.064           |                                                             |
| Sägbaumdumpf             | 1,3          | 1.040           |                                                             |
| Schwellen                | 4,2          | 1.001           | ca. 150 m bis zum Naturfreundehaus Gersbach                 |
| Modellflugplatz Gersbach | 0,3          | 1.030           | Aussicht auf Gersbach, auf den Schweizer Jura und die Alpen |
| Hohe Möhr                | 4,2          | 0.989           | Aussichtsturm                                               |
| Schweigmatt              | 2,0          | 0.725           |                                                             |
| Hasel                    | 4,0          | 0.420           |                                                             |

#### Zwölfte Etappe: Hasel – Degerfelden
- Distanz: 23 km
- Gehzeit: ca. 5,5 Stunden
- Schwierigkeit: mittel

| Ort/Sehenswürdigkeit | Strecke (km) | Höhe (m ü. NHN) | Weitere Informationen    |
| -------------------- | ------------ | --------------- | ------------------------ |
| Hasel                | 00,0         | 420             | Erdmannshöhle            |
| Hohe Flum            | 12,0         | 535             | Aussichtsturm            |
| Oberminseln          | 03,5         | 380             | Ortsteil von Rheinfelden |
| Degerfelden          | 07,5         | 280             | Ortsteil von Rheinfelden |

#### Dreizehnte Etappe: Degerfelden – Basel

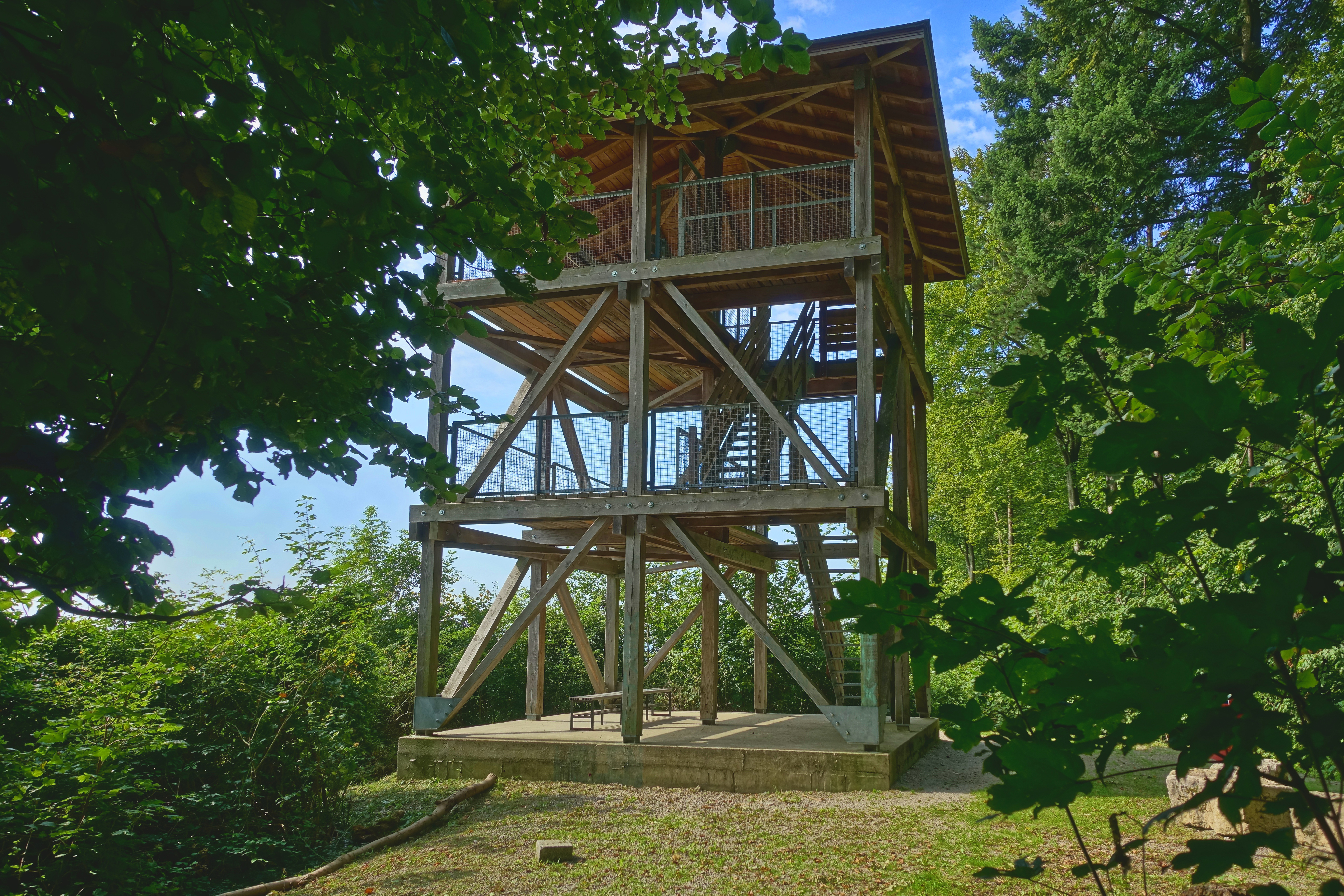
„Eigenturm“ oberhalb Herten. Der 2006 erstellte Turm hat eine Höhe von 9,50 Metern.

- Distanz: 16,5 km
- Gehzeit: ca. 4 Stunden
- Schwierigkeit: mittel

| Ort/Sehenswürdigkeit | Strecke (km) | Höhe (m ü. NHN) | Weitere Informationen              |
| -------------------- | ------------ | --------------- | ---------------------------------- |
| Degerfelden          | 00,0         | 280             |                                    |
| Eigenturm            | 02,0         | 472             | Aussichtsturm                      |
| Rührberg             | 02,5         | 512             | Ortsteil von Grenzach-Wyhlen       |
| Basel                | 12,0         | 260             | Zielpunkt ist der Badische Bahnhof |